# Earling
Earling és una població dels Estats Units a l'estat d'Iowa. Segons el cens del 2000 tenia 471 habitants.

## Demografia
Segons el cens del 2000, Earling tenia 471 habitants, 181 habitatges, i 114 famílies. La densitat de població era de 298,1 habitants/km².
Dels 181 habitatges en un 23,2% hi vivien nens de menys de 18 anys, en un 51,4% hi vivien parelles casades, en un 8,8% dones solteres, i en un 36,5% no eren unitats familiars. En el 30,4% dels habitatges hi vivien persones soles el 18,8% de les quals corresponia a persones de 65 anys o més que vivien soles. El nombre mitjà de persones vivint en cada habitatge era de 2,29 i el nombre mitjà de persones que vivien en cada família era de 2,86.
Per edats la població es repartia de la següent manera: un 19,5% tenia menys de 18 anys, un 7,2% entre 18 i 24, un 21,9% entre 25 i 44, un 15,5% de 45 a 60 i un 35,9% 65 anys o més.
L'edat mediana era de 46 anys. Per cada 100 dones de 18 o més anys hi havia 87,6 homes.
La renda mediana per habitatge era de 29.702 $ i la renda mediana per família de 40.417 $. Els homes tenien una renda mediana de 25.417 $ mentre que les dones 21.250 $. La renda per capita de la població era de 15.866 $. Entorn del 5,9% de les famílies i el 7,5% de la població estaven per davall del llindar de pobresa.

## Poblacions més properes
El següent diagrama mostra les poblacions més properes.